# 小山田隆 (実業家)
小山田 隆（おやまだ たかし、1955年（昭和30年）11月2日 - ）は日本の実業家。三菱UFJ銀行特別顧問である。

## 略歴
- 1979年3月 - 東京大学経済学部卒業。
- 1979年4月 - 三菱銀行入行。
- 2005年5月 - 東京三菱銀行執行役員。
- 2005年6月 - 三菱東京フィナンシャル・グループ執行役員。
- 2005年10月 - 三菱UFJフィナンシャル・グループ執行役員。
- 2006年1月 - 三菱東京UFJ銀行（現:三菱UFJ銀行、以下BTMU）執行役員。
- 2009年1月 - BTMU常務執行役員。
- 2009年6月 - BTMU常務取締役。MUFG取締役。
- 2012年5月 - BTMU常務執行役員。MUFG取締役は退任。
- 2013年5月 - BTMU専務執行役員。
- 2014年6月 - BTMU代表取締役副頭取。
- 2015年5月 - MUFG副社長執行役員。
- 2015年6月 - MUFG取締役兼代表執行役副社長・グループCOO。
- 2016年4月 - BTMU代表取締役頭取。MUFG取締役（現職）。
- 2017年4月 - 一般社団法人全国銀行協会会長。
- 2017年5月 - BTMU代表取締役頭取を退任する意向を固めたことが23日分かった。後任には三毛兼承副頭取が昇格する方向で最終調整していると報道された。
- 2017年6月14日 - BTMU取締役。
- 2017年6月25日 - MUFG取締役を退任後、BTMU特別顧問。
- 2018年12月 - 三菱総研DCS社外取締役[1]。